# (24114) 1999 VV23
A (24114) 1999 VV23 a Naprendszer kisbolygóövében található aszteroida. Charles W. Juels fedezte fel 1999. november 14-én.